# Karenga
La Karenga (in russo Каренга?) è un fiume della Siberia orientale, affluente di destra del fiume Vitim (bacino della Lena). Scorre nel Tungokočenskij rajon del Territorio della Transbajkalia, in Russia.

## Descrizione
Il fiume ha origine nella parte sud-orientale dei monti Jablonovyj dove questi si uniscono alla catena dei monti Čerskij; scorre poi in direzione nord-est fra le due catene montuose fino a sfociare nel Vitim a 1083 km dalla sua foce. Il fiume ha una lunghezza di 366 km; l'area del suo bacino è di 10 100 km². Si congela da fine novembre sino a metà aprile.
La popolazione indigena della valle del fiume (Tungusi) è dedita all'allevamento delle renne, alla caccia e alla pesca. Sul fiume ci sono i villaggi di Tungokočen e Ust'-Karenga.
La cultura Ust'-Karengskaja di epoca neolitica prende il nome da numerosi siti archeologici alla foce del fiume.